# Studio Elevator Nobody
Studio Elevator Nobody är en inspelningsstudio i Tuve utanför Göteborg som specialiserat sig på stråk och kör-inspelning. Exempel på körpålägg gjorda i Studio Elevator Nobody är Lettlands Eurovision Song Contestbidrag 2010 "What For". Studion drivs av Mattias Bylund.